# Janvier 1798

## Événements

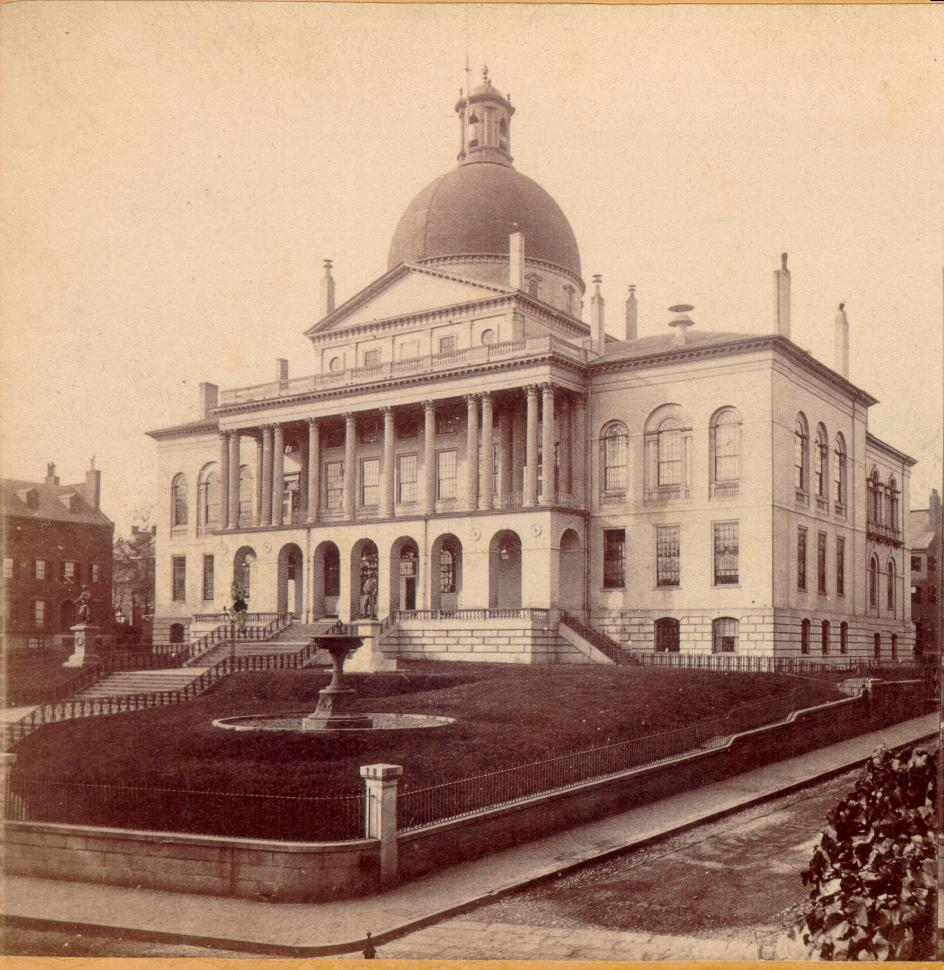
Massachusetts State House

- 4 janvier, France (15 nivôse) : réunion de la république de Mulhouse à la France.

- 11 janvier, États-Unis : Massachusetts State House de Boston, de style fédéral, construite par Charles Bulfinch.

- 22 janvier : coup d’État instaurant une constitution radicale et démocratique en République batave adoptée le 25 avril[1]. Centralisation de l’État sur le modèle français. Un exécutif de cinq directeurs et désigné. Abolition des privilèges. Le coup d’État monté par Daendels avec l’appui de Talleyrand (12 juin) met fin à l’expérience.

- 24 janvier : indépendance du canton de Vaud[2].

- 28 janvier, France (9 pluviôse) :
  - Découpage administratif de la rive gauche du Rhin en quatre départements.
  - Mulhouse devient française[3].
- 31 janvier, France : pour se prémunir contre une mauvaise surprise électorale, le Directoire fait prendre par les Conseils une mesure conservatoire ; les Conseils en place procèderont à la validation des élections de germinal an VI et à l’élection du Directeur. Les élections sont favorables aux républicains avancés.

## Naissances

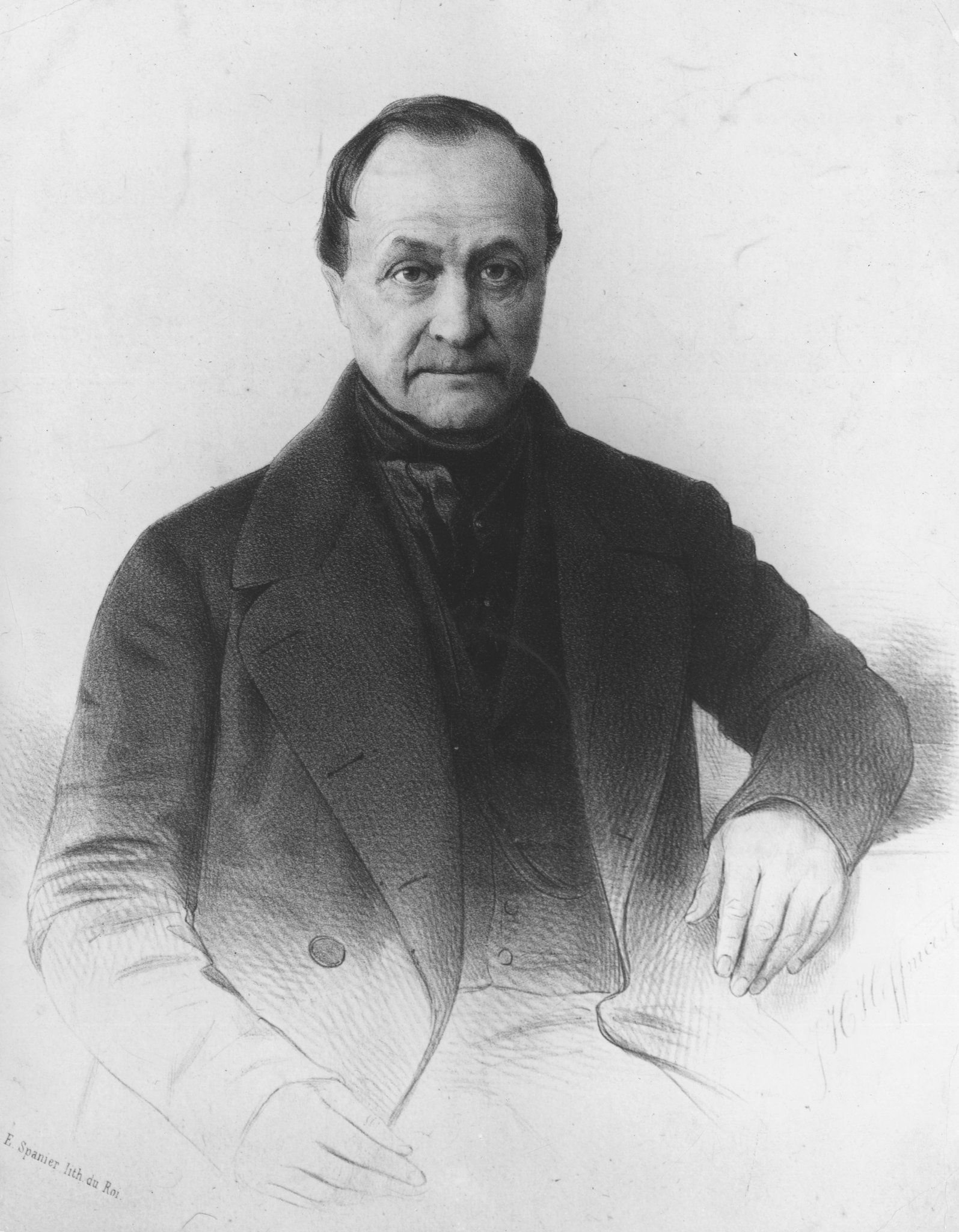
Auguste Comte

- 15 janvier : Samuel Stutchbury (mort en 1859), naturaliste et géologue britannique.
- 16 janvier : Joshua King (mort en 1857), mathématicien britannique.
- 19 janvier : Auguste Comte (mort en 1857), philosophe français.
- 24 janvier : Théodore Caruelle d'Aligny, peintre français († 24 février 1871).

## Décès
- 28 janvier : Christian Gottlob Neefe, organiste (1748-1798).